# St. Petrus (Sittard)

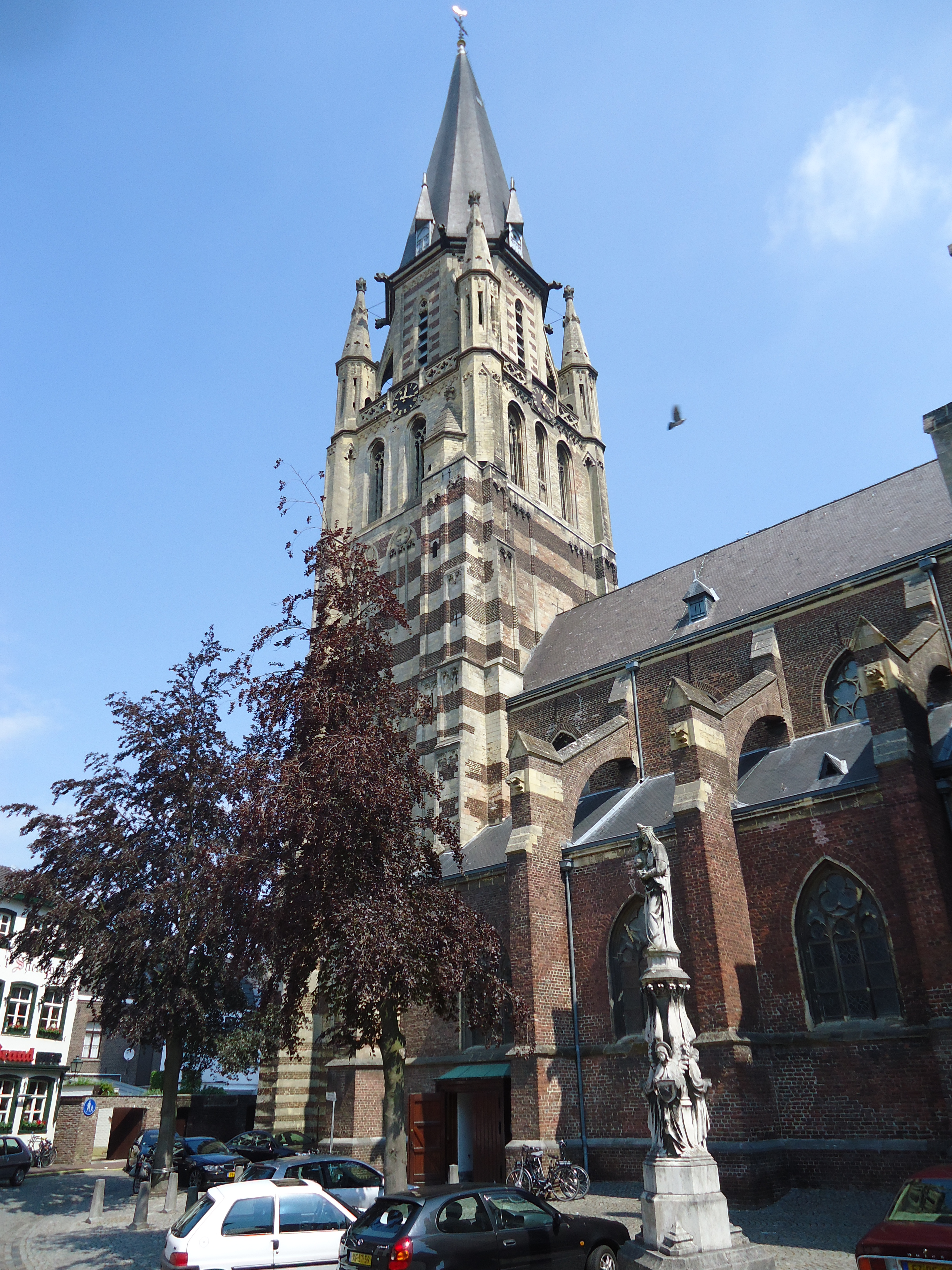
St. Petrus (Sittard)

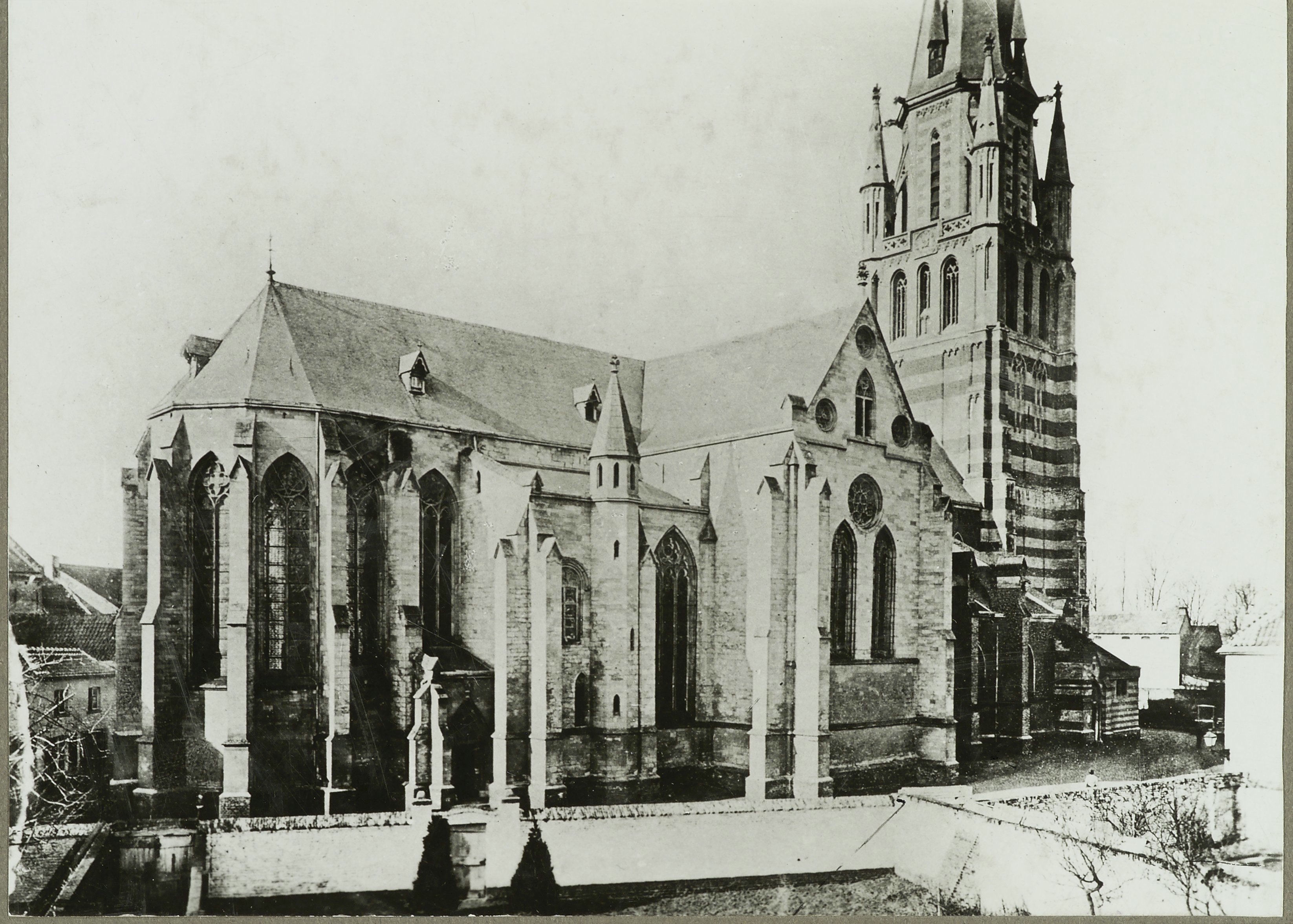
Ansicht der Kirche um 1900

Die römisch-katholische Kirche St. Petrus (ausführlich St. Petri Stuhl von Antiochia oder niederländisch Sint-Petrus' Stoel van Antiochiëkerk), auch bekannt als Grote of Sint Petruskerk, ist eine Kirche im Zentrum von Sittard. Die ehemalige Stiftskirche dient seit dem frühen 19. Jahrhundert als Pfarrkirche und ist nach dem Sitz des heiligen Apostels Petrus als erstem Patriarchen von Antiochia benannt.
Die Kirche ist eine dreischiffige gotische Kreuzbasilika mit fünfseitig geschlossenem Chor, Seitenchören und einem kräftigen Westturm mit flankierenden Türmchen, und ist in ihrer Gesamtheit ein Beispiel für die Maasgotik. Mit 83 Metern ist der Kirchturm der höchste in der Provinz Limburg.
Nordöstlich der Kirche befindet sich das Kapitelhaus.

## Geschichte

### Baugeschichte (11.–16. Jahrhundert)
Die ursprüngliche Pfarrei geht wahrscheinlich auf das frühe Mittelalter zurück; bis zum 12. Jahrhundert waren die meisten Bischofskirchen dem Heiligen Petrus geweiht. Im Jahr 1299 wurde der Kirche ein Kapitel mit zwölf weltlichen Kanonikern angegliedert, nachdem Walram de Rosse von Valkenburg (1254–1302) ein Jahr zuvor darum gebeten hatte. Diese Bitte mag sowohl religiöse als auch politische Gründe gehabt haben. Nachdem Walram die Verwaltung über Sittard und seine Umgebung erhalten hatte, betrachtete er diesen Ort als Zentrum seines Territoriums. Die Gründung eines Kapitels sollte der Stadt mehr Ansehen verleihen.
Ob Walram de Rosse die Stiftskirche als künftige Begräbnisstätte für sich und sein Geschlecht vorgesehen hat, ist nicht belegt, obwohl er der Überlieferung nach im Vorgängerbau der heutigen Kirche beigesetzt wurde. Walram und einige seiner Nachfolger stifteten verschiedene jährliche Gottesdienste in der Kapitelkirche. Ein Teil der Einnahmen der Kirchen von Sittard, Munstergeleen und Susterseel, Kirchen, über die Walram die Vormundschaft hatte, gingen an das Kapitel. Im Jahr 1336 wurde dem Kapitel durch den Lütticher Fürstbischof Adolf van der Mark auch die Kirche von Merkelbeek übertragen.
Die ältesten Teile der Kirche sind aus Backstein gebaut. Dies geschah wahrscheinlich, um Kosten zu sparen. Dies gilt für das heutige Kirchenschiff, das aus der Zeit um 1400 (nach einigen Quellen aus der Zeit um 1350) stammen muss. Auch Teile des Mauerwerks des Querschiffs sind aus Backstein gefertigt. Später wurde hauptsächlich Mergel verwendet. Im 15. Jahrhundert wurde der Chor umgebaut und um zwei Joche und eine Apsis erweitert.
Eine Urkunde aus dem Jahr 1505 zeigt, dass der Kirchturm aus dieser Zeit stammt. Im 16. Jahrhundert wurde auch die Marienkapelle am nördlichen Querschiff erhöht.

### Verfall und Restaurierungen (17.–20. Jahrhundert)
Im Laufe der Zeit wurde die Kirche mehrmals umgebaut, einige Male nach einem Brand. Im Jahr 1677 gab es einen großen Brand, der von französischen Truppen unter dem Kommando von Mélac gelegt wurde, der das Kirchenschiff schwer beschädigte und die ursprüngliche Turmspitze zerstörte. Neun Jahre später wurde sie durch einen neuen barocken Turmabschluss ersetzt.
Nachdem auch dieser Turmabschluss am 11. Juni 1857 durch einen Blitzeinschlag zerstört wurde, erfolgte eine gründliche Restaurierung unter der Leitung des Architekten Pierre Cuypers, der den Turm mit einem neugotischen Aufbau abschloss. Er versah das Kirchenschiff mit Strebebögen und Strebepfeilern.
In der zweiten Hälfte des 20. Jahrhunderts fand auch die Restaurierung mit einer Erweiterung der Kirche statt. Im Jahr 1985 wurde der Turm restauriert und 1988 wurde ein Glockenspiel hinzugefügt.

## Beschreibung

### Äußeres
Die Kirche hat die Form einer gotischen Kreuzbasilika, deren älteste, noch vorhandene Teile (Schiff, Querschiff, Seitenschiffe und ein Teil des Chors) aus dem ersten Viertel des 15. Jahrhunderts stammen. Der über 80 m hohe Kirchturm – der höchste in Limburg – stammt vom Anfang des 16. Jahrhunderts. Im unteren Teil des Turms wurden Specklagen verwendet, in denen sich rote Ziegel und weißer Mergel abwechseln. Der neuere Teil des Turms ist neugotisch.

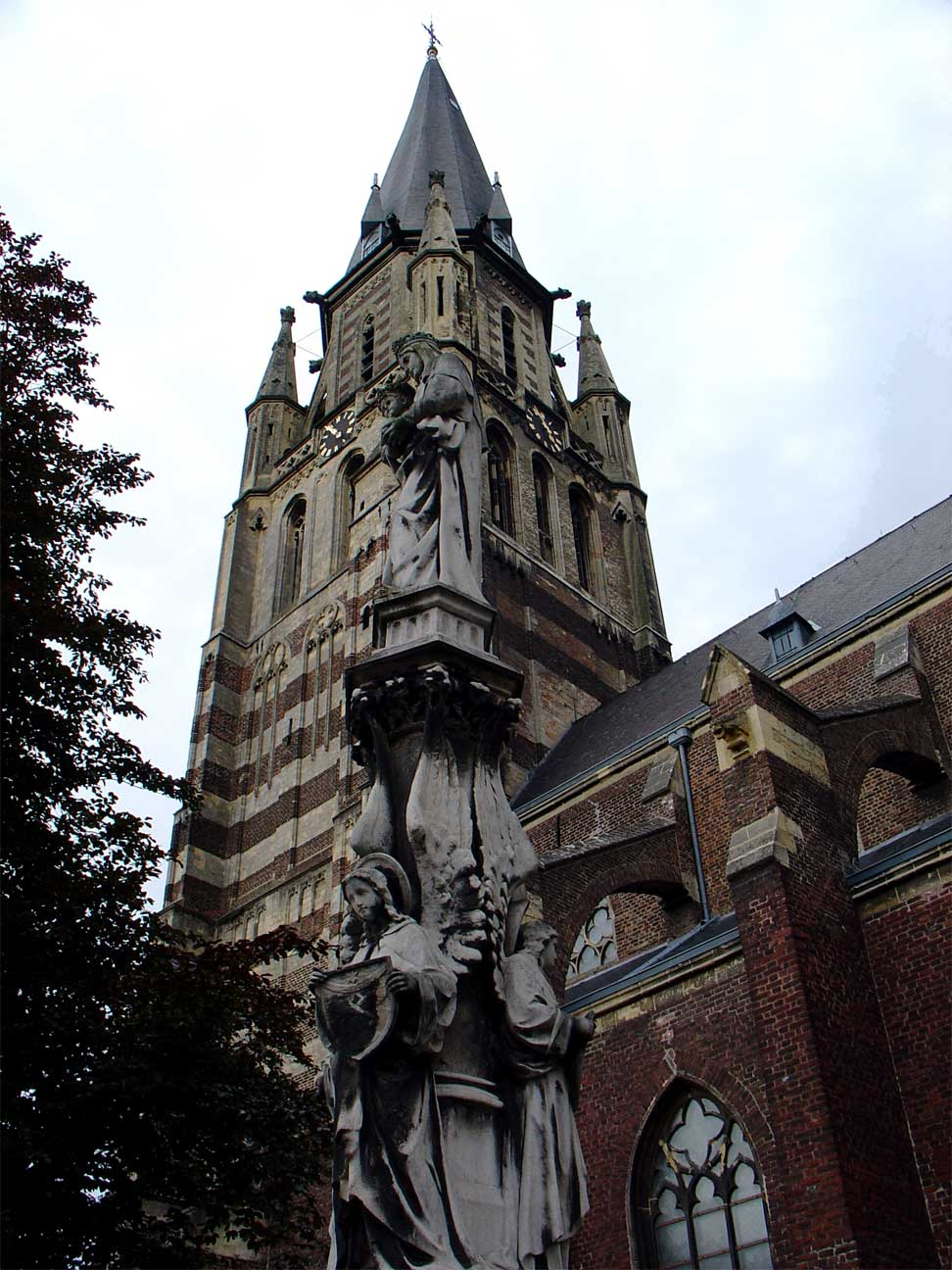
Kirchturm und Marienstandbild
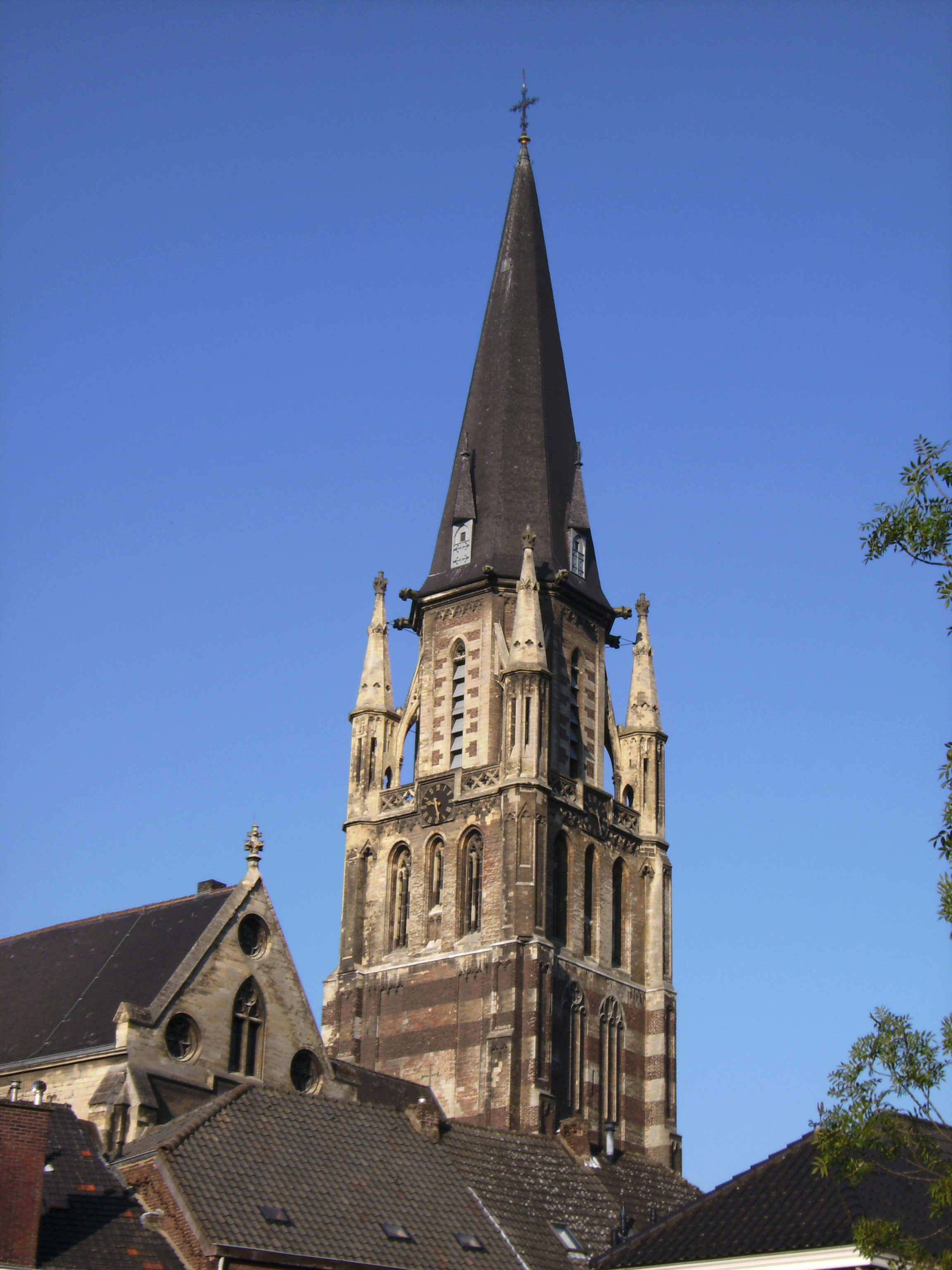
Kirchturm und Turmspitze
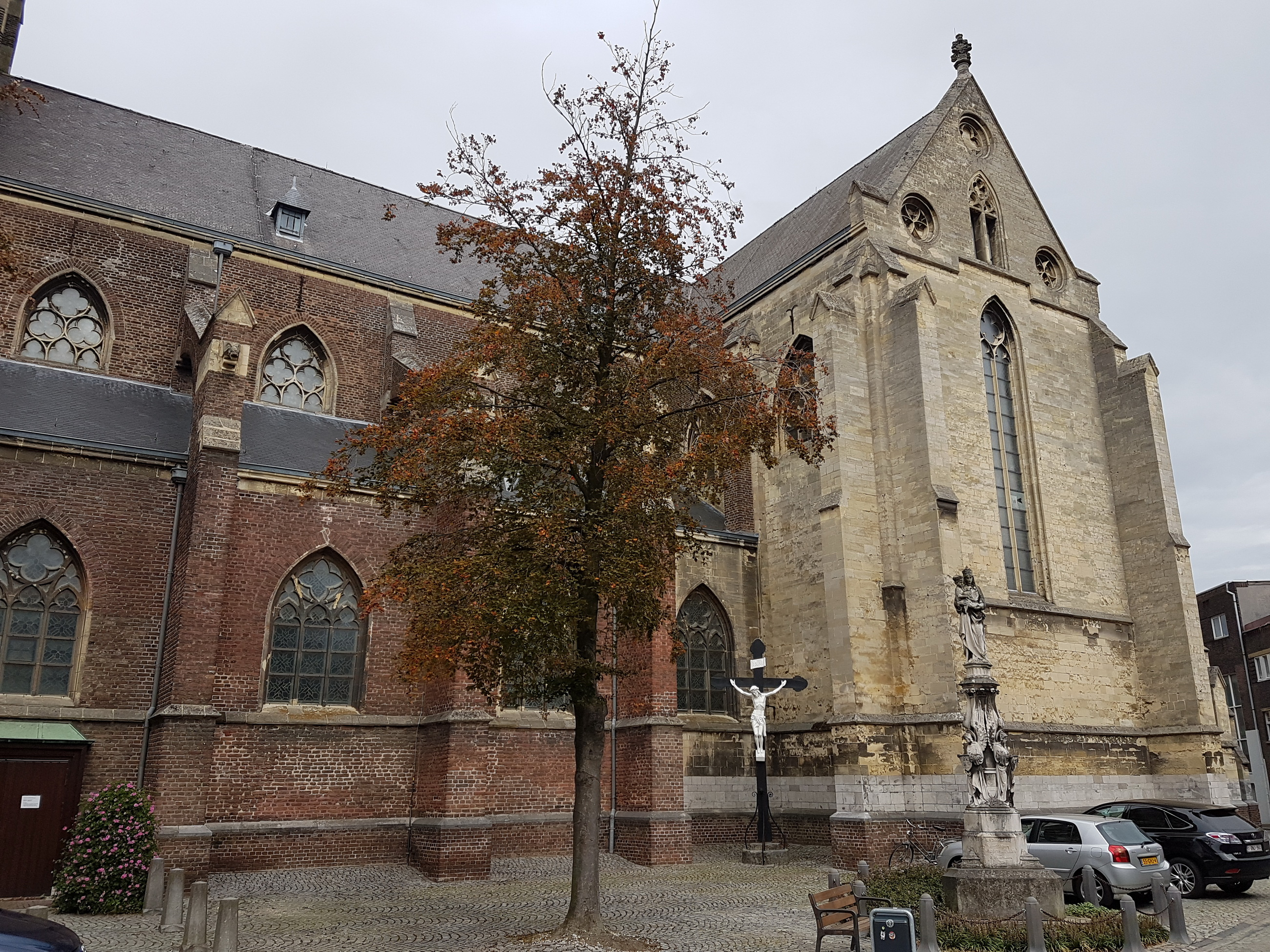
Südliches Querschiff und Kirchenschiff
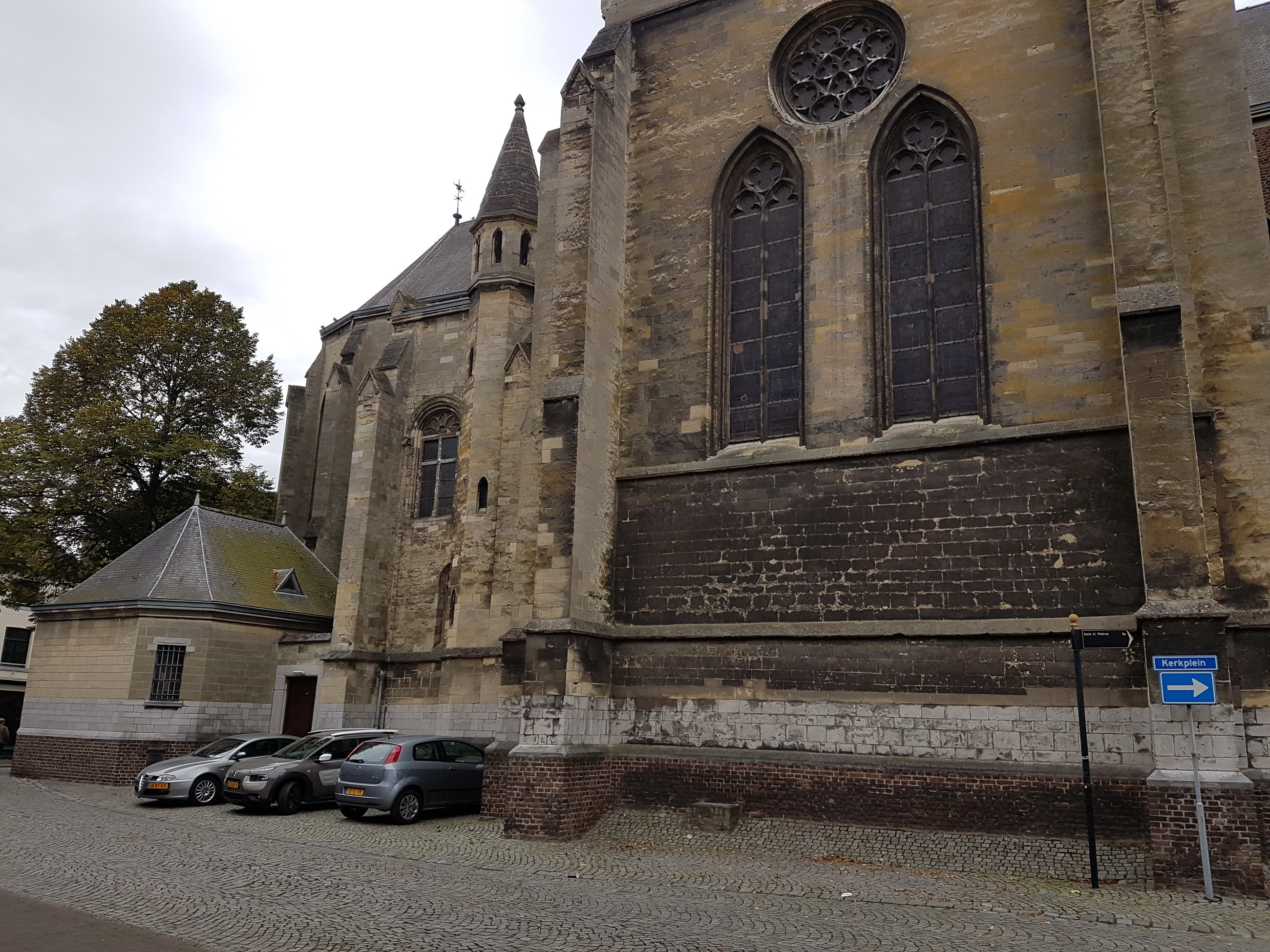
Nördliches Querschiff und Chor

### Inneres
Der Haupteingang befindet sich derzeit auf der Westseite, wo sich im Erdgeschoss des Turms eine Vorhalle befindet, die auch als Alltagskapelle dient. An der Nord- und Westwand befinden sich einige Grabsteine. Es gibt auch eine Statue des Heiligen Bernhard von Clairvaux. Das Kirchenschiff besteht aus vier Jochen. Die Pfeiler, auf denen das gotische Gewölbe ruht, sind mit Kapitellen der Maasgotik verziert. Die beiden Querschiffe bestehen aus zwei Jochen. In der Verlängerung des südlichen Querschiffs befindet sich die St. Joseph-Kapelle mit einem Barockaltar aus dem Jahr 1776. Im nördlichen Querschiff befindet sich ein Beichtstuhl, der wie die Kanzel 1774 in Maastricht gefertigt wurde und die Stilmerkmale des Lütticher-Aachener Barock aufweist. Die Beichtstühle in den Seitenschiffen sind schon ein paar Jahrzehnte älter. Im nördlichen Querschiff befindet sich auch ein Kupferepitaph für Kanonikus Rolandus Thienen († 1616), angefertigt von dem Juwelier Fredericus Malders aus Maaseik.
Wie in vielen Stiftskirchen ist das Presbyterium (oder der Chor der Chorherren) so lang wie das Kirchenschiff. Er besteht aus vier Jochen mit einer Apsis. Die heutige Kommunionbank besteht aus dem unteren Teil des Lettners von 1729 (ein weiterer Teil dieses Lettners befindet sich auf der Orgelempore). Im Chor steht noch das originale Chorgestühl der Chorherren aus dem 15. Jahrhundert. Die meisten der Holzschnitzereien mit Fabeltieren sind gotisch. Einige der verlorenen Miserikordien wurden um 1960 durch den Künstler Frans Timmermans (darunter der Weltraumhund Laika) ersetzt. Der Hauptaltar ist neugotisch. Der Volksaltar aus Hartstein wurde 1965 von Piet Killaars angefertigt. Über der Vierung befindet sich ein Sterngewölbe. Hier hängt ein Triumphkreuz aus der Zeit um 1500, das möglicherweise aus der Werkstatt des Meisters von Elsloo stammt.
In der Kirche befinden sich mehrere Statuen und Gemälde, darunter eine Reihe von Gemälden des Lütticher Malers Jean Latour aus dem 18. Jahrhundert, die aus der Lütticher Peterskirche stammen. Die Orgel ist ein Werk von Verschueren Orgelbouw aus dem Jahr 1929 mit 30 Registern auf zwei Manualen und Pedal.

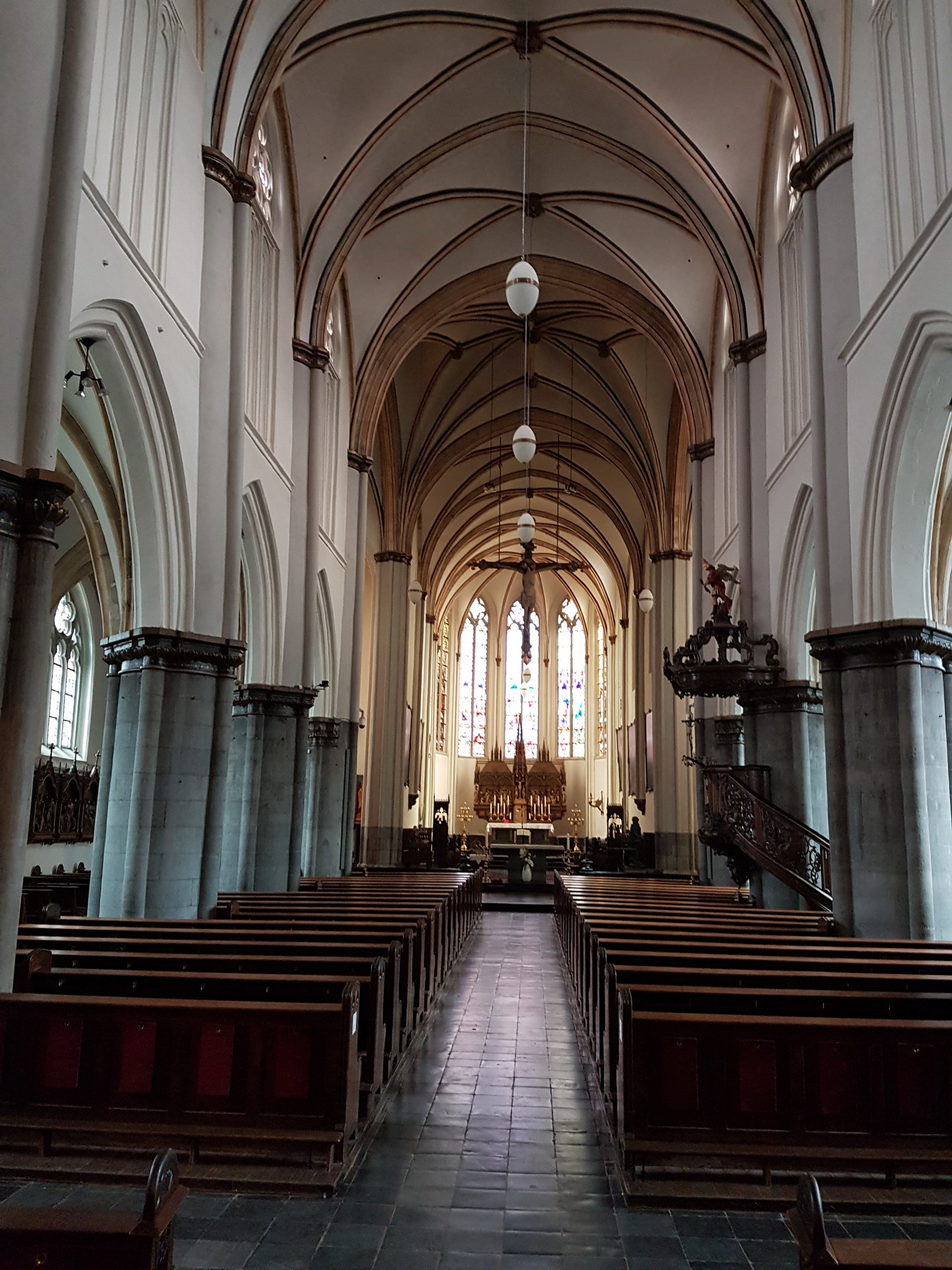
Innenansicht zum Chor
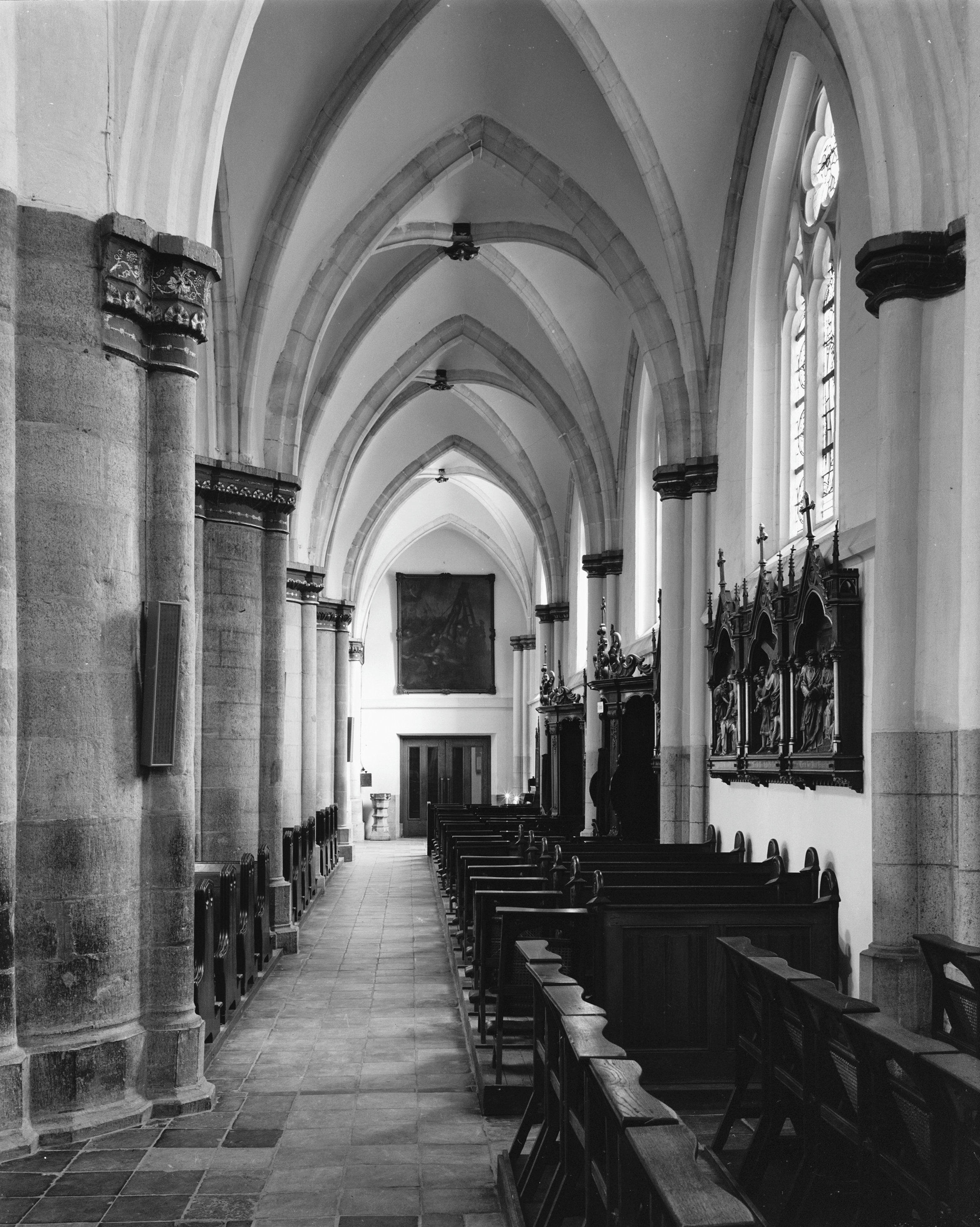
Nördliches Seitenschiff nach Westen
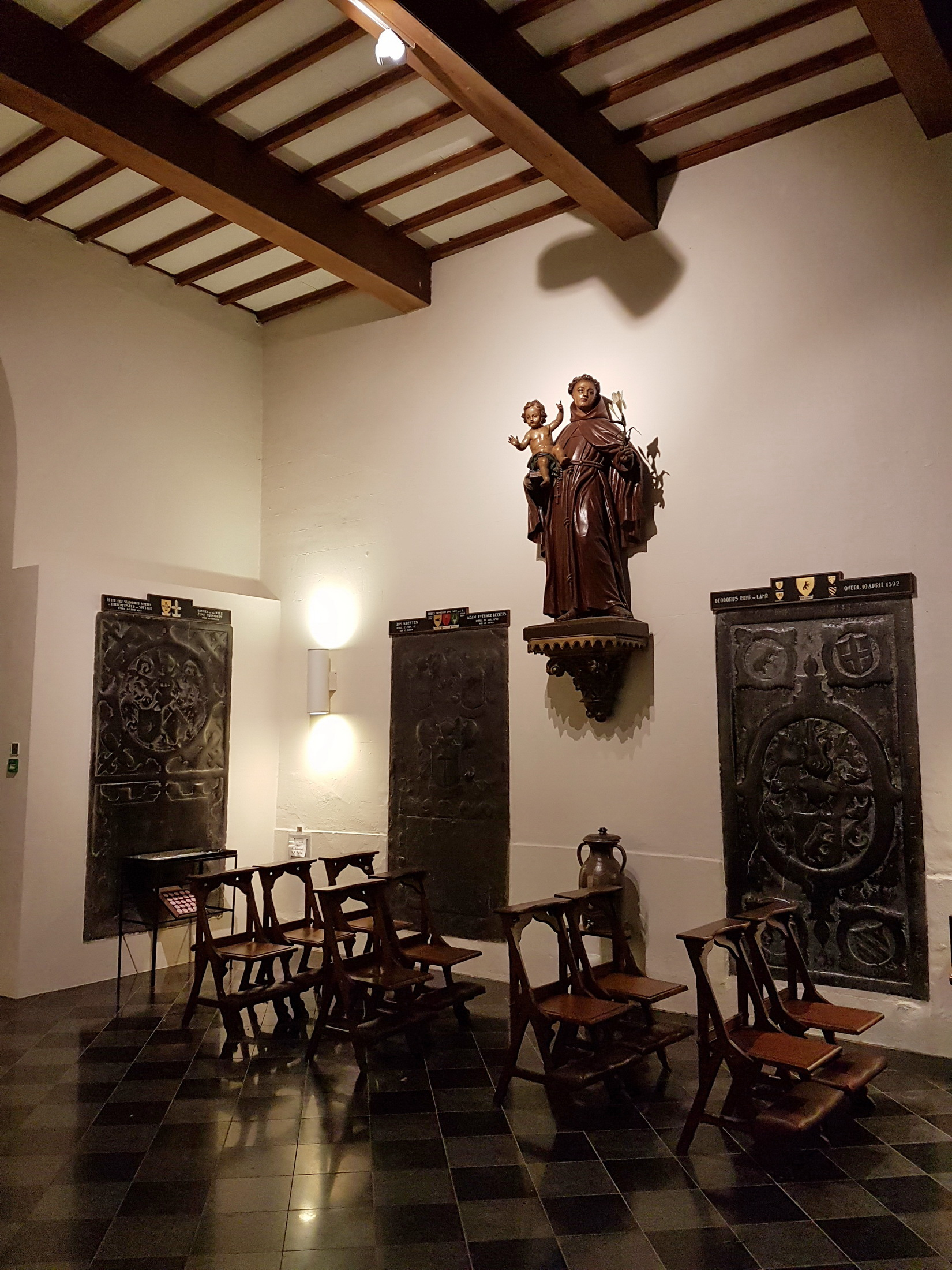
Vorhalle (unter dem Turm)
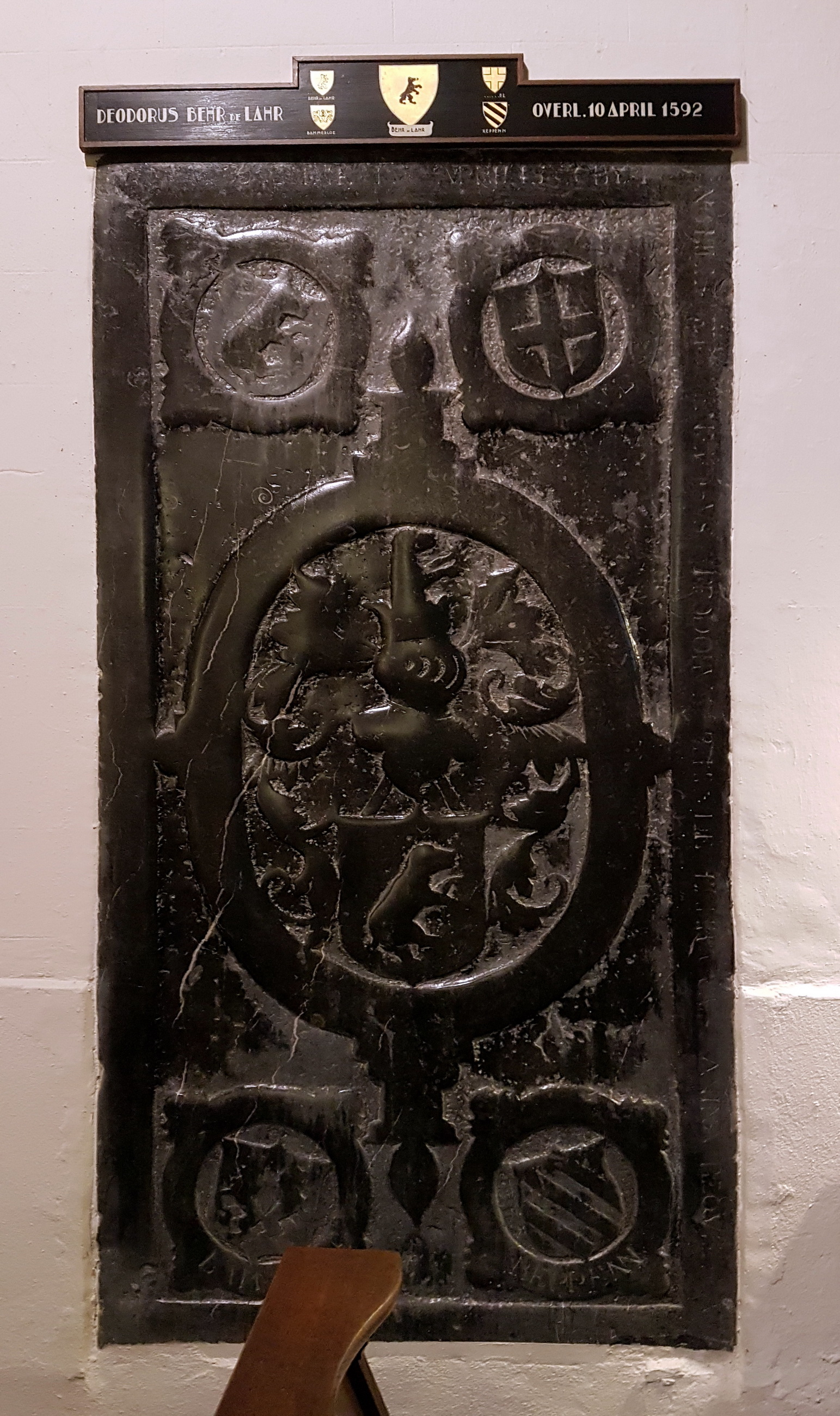
Grabstein aus dem 16. Jahrhundert

## Glockenspiel
Das Glockenspiel, bestehend aus 50 Glocken, befindet sich im 83 Meter hohen Turm der Sittarder Petruskerk. Dean Janssen erhielt das Instrument 1988 als Abschiedsgeschenk. Sechs schwingende Glocken aus dem Jahr 1949 erklingen im Glockenspiel, das von Koninklijke Eijsbouts gebaut wurde.